# James Kahn
James Kahn (Chicago, 30 dicembre 1947) è un medico e scrittore statunitense, meglio conosciuto per la trasposizione letteraria del film Il ritorno dello Jedi.

## Biografia
Nato a Chicago il 30 dicembre 1947, Kahn si è laureato in medicina presso l'Università di Chicago. Oltre alle trasposizioni letterarie è conosciuto per i suoi romanzi della serie New World di cui solo due sono stati tradotti dalla Mondadori per Urania: Tempo di mostri, fiume di dolore (Urania 934 -1980), L'oscuro fiume del tempo (Urania 948 - 1982) e Timefall (1987).
Oltre a Il ritorno dello Jedi, ha scritto le trasposizioni letterarie dei film Poltergeist e Indiana Jones e il tempio maledetto. Ha anche scritto per famose serie televisive come Melrose Place e Star Trek: The Next Generation.

## Opere
- The Echo Vector (1987)

### SerieNew World
1. Tempo di mostri, fiume di dolore  - World Enough, and Time (1980) - Urania 934
2. L'oscuro fiume del tempo - Time's dark laughter (1982) - Urania 948
3. Timefall (1987)

### Trasposizioni letterarie

#### Guerre stellari
- Star Wars Episodio VI: Il ritorno dello Jedi

#### Indiana Jones
- Indiana Jones e il tempio maledetto

#### Poltergeist
1. Poltergeist (1982)
2. Poltergeist II: The Other Side (1986)

#### I Goonies
- I Goonies (1985)